# OpenStreetMap
Опен стрит мап (ОСМ) (енгл. OpenStreetMap, OSM) је заједнички пројекат да се створи слободна мапа света која је свима доступна и свако је може уређивати.
Основао ју је Стив Коуст у Уједињеном Краљевству 2004. године. Од тада, она је нарасла на преко 1,6 милиона регистрованих корисника, који могу да прикупљају податке користећи ГПС уређаје, фотографије из ваздуха и друге бесплатне изворе. Ови подаци се затим скупљају и доступни су под лиценцом отворене базе података. Сајт је подржан од стране Фондације Опен стрит мап, непрофитне организације регистроване у Енглеској.
Стив Коуст је основао пројекат фокусирајући се на почетку на мапирање Велике Британије. У априлу 2006, Опен стрит мап Фондација је основана да подстакне раст, развој и дистрибуцију бесплатних просторних података и обезбеди просторне податаке које свако може да користи за употребу и дељење. У децембру 2006. године, Јаху је потврдио да Опен стрит мап може користити фотографије из ваздуха као позадину за производњу мапи.
У априлу 2007. године, аутомобилска индустрија за навигацију података донирала је комплетне податке постављене на путевима за Холандију и магистралних путних података за Индију и Кину за пројекат и до јула 2007. године, када је прва међународна ОСМ конференција одржана било је 9.000 регистрованих корисника. Спонзори манифестације укључују, Гугл Јаху и Мултимап. У децембру 2007. године универзитет Оксфорд је први користио ОСМ на њиховом званичном вебсајту.
Начини за уписивање и исписивање података су наставили да расту - до 2008. године, пројекат је развио алате за доступност Опен стрит мап податка на свим преносивим ГПС уређајима, заменом њихових постојећих мапа.
У 2012. години повећање цене за Гугл Мапс довело је до тога да се неколико истакнутих сајтова пребаце на Опен стрит мап и друге конкуренте. Главни међу њима су били Форсквер и Креигслист који су усвојили Опен стрит мап. Поред њих је био и Епл који је прекинуо уговор са Гуглом и покренуо само-мапирајућу платформу која користи ТомТом и Опен стрит мап податке.

## Производња карата
Почетни подаци мапе су првобитно прикупљани од волонтера који врше систематска истраживања земље користећи ручне ГПС уређаје, преносиве рачунаре, дигиталне фотоапарате па чак и диктафоне. Подаци су потом ушли у базу података Опен стрит мап. 
Још недавно, доступност фотографија из ваздуха и других извора података из комерцијалних и владиних извора је у великој мери повећало брзину рада и омогућено је да се прецизније прикупљају подаци земљишта процесом дигитализације. Када пристигне велики број скупова података, технички тим управља конверзијом и уносом података.

## Софтвер за уређивање мапа
Уређивање мапа се може урадити помоћу подразумеваног веб бровзер едитора који се зове иД, HTML5 апликацијом користећи д3.јс и МапБоксом.
Потлач апликација је за кориснике средњег нивога, док су ЈОСМ и Меркатор моћније апликације које су боље прилагођене за напредне кориснике.

### Сарадници
Пројекат има географски разноврсну корисничку базу, због локалног знања терена у процесу прикупљања података. Велики број сарадника су бициклисти који су на својим бициклима прикупљали графиконе путева и пловне руте. Други су професионалци географског информационог система који су допринели податке коришћењем Есри алата.
У августу 2008. године, било је око 50.000 регистрованих сарадника и до краја 2009. године број регистрованих сарадника био је скоро 200.000. ОСМ је 6. јануара 2013. достигао милион регистрованих корисника. Око 30% корисника је допринело барем једном тачком на ОСМ бази података.

### Истраживања и лична знања
У почетку је било неких проблема око лиценцирања и услова лиценцирања, али су они превазиђени.
Истраживање терена обавља се пешке, бициклом, колима, мотором и бродом. Подаци се обично прикупљају ГПС уређајима, мада то није неопходно уколико већ постоје сателитски снимци области.
Када су подаци прикупљени, улазе у базу података и отпремају се на вебсајту пројекта. У том тренутку нема информација о отпремљеној стази, може бити аутопут, пешачка стаза или река. Тако да се у другом кораку обавља монтажа, она се обавља помоћу једног од многих едитора (нпр. ЈОСМ).
Како прикупљање и унос података је одвојен од уређивања објеката, допринос пројекту је могућ и без коришћења ГПС уређаја. Конкретно постављање и уређивање објеката као што су школе, болнице, полицијске станице, аутобуска стајалишта, такси станица, кафане, хотели итд. врши се на основу локалног знања уредника.
Неки посвећени корисници усвоје задатак мапирања целих градова или помажу другима да заврше карту области. Велики број мање активних корисника добринесе корекцијом и малом допуном карте.

### Софтвер за прегледање мапа
- Веб Претраживач

Најочигледнији начин за прегледање ОСМ пројекта је да га видите у обичном веб претраживачу преко мрежног HTTP протокола.
- Гном Мапс[5]

Гном мапс је графички програм написан у јаваскрипту. До сада обезбеђује механизам за проналажење локације корисника и може да испоручи списак као одговор на упите.
- Марбл

Марбл је добио подршку за ОСМ
- ФокстротГПС

ФокстротГПС је софтвер за прегледање мапа заснован на ГТК+, који је посебно погодан за унос додиром.
- Емерилон

Још један софтвер за прегледање мапа заснован на ГТК+

## Комерцијалне услуге
Епл је неочекивано направио мапу за иСлика засновану на Опен стрит мап пројекту за иОС оперативни систем.
Фликер користи ОСМ податке за различите градове широм света, укључујући Багдад, Пекинг, Кабул, Сантијаго, Сиднеј и Токио.
Форсквер је почео да користи ОСМ преко мапбокса 29ог фебруара 2012. године.
У 2009. години компанија игара Хасбро Архивирано на веб-сајту  (8. јул 2014) која стоји из прављења веома популарне друштвене игре Монопол направила је масовну мултиплејер онлајн игрицу Монопол улица града, која омогућава играчима да купе улице широм света. У основи подаци за улице су преузети из ОСМ-а. Игра се завршила крајем јануара 2010. године.
Моовит користи мапе на основу ОСМ у својим бесплатним апликацијама за мобилне телефоне које служе за навигацију јавног превоза.
Пицтометри користи ОСМ као подразумеване карте у својим веб производима за приказивање 3Д фотографија из ваздуха.
Википедија користи ОСМ податке да прилагоди чланке који користе мапе.
Игра базирана на даблин кор речнику од стране индијске компаније игара Балардија, развила је игру под именом World of the living dead у октобру 2013, који је у свој покретач игре убацио ОСМ, заједно са информацијама да направи игру, базирану на претраживању 14 000 km² великог Лос Анђелеса и опстанак стратешког играња. Њена претходна верзија је користила гугл мапе које нису могле да подрже велики број играча тако да су током 2013 године заменили гугл мап верзију са ОСМ верзијом.

## Формати података
Опен стрит мап користи тополошку структуру података, са четири кључна елемента.
1. Чворови
2. Начини
3. Везе
4. Ознаке